# الجوالة (قلعة السراغنة)
 الجوالة  (بالإنجليزية: JOUALA)‏ هي جماعة قروية تابعة لإقليم قلعة السراغنة ضمن جهة مراكش تانسيفت الحوز بالمغرب. بلغ مجموع عدد سكان الجوالة حسب إحصاءات 2004 حوالي 11373 نسمة يعيشون في 1771 أسرة.

## إحصاء عام
| السنة | عدد السكان | عدد الأسر | عدد الأجانب |
| ----- | ---------- | --------- | ----------- |
| 1994  | 11890      | 1635      | °°°°        |
| 2004  | 11373      | 1771      | 0           |